# Добантон, Эдме Луи

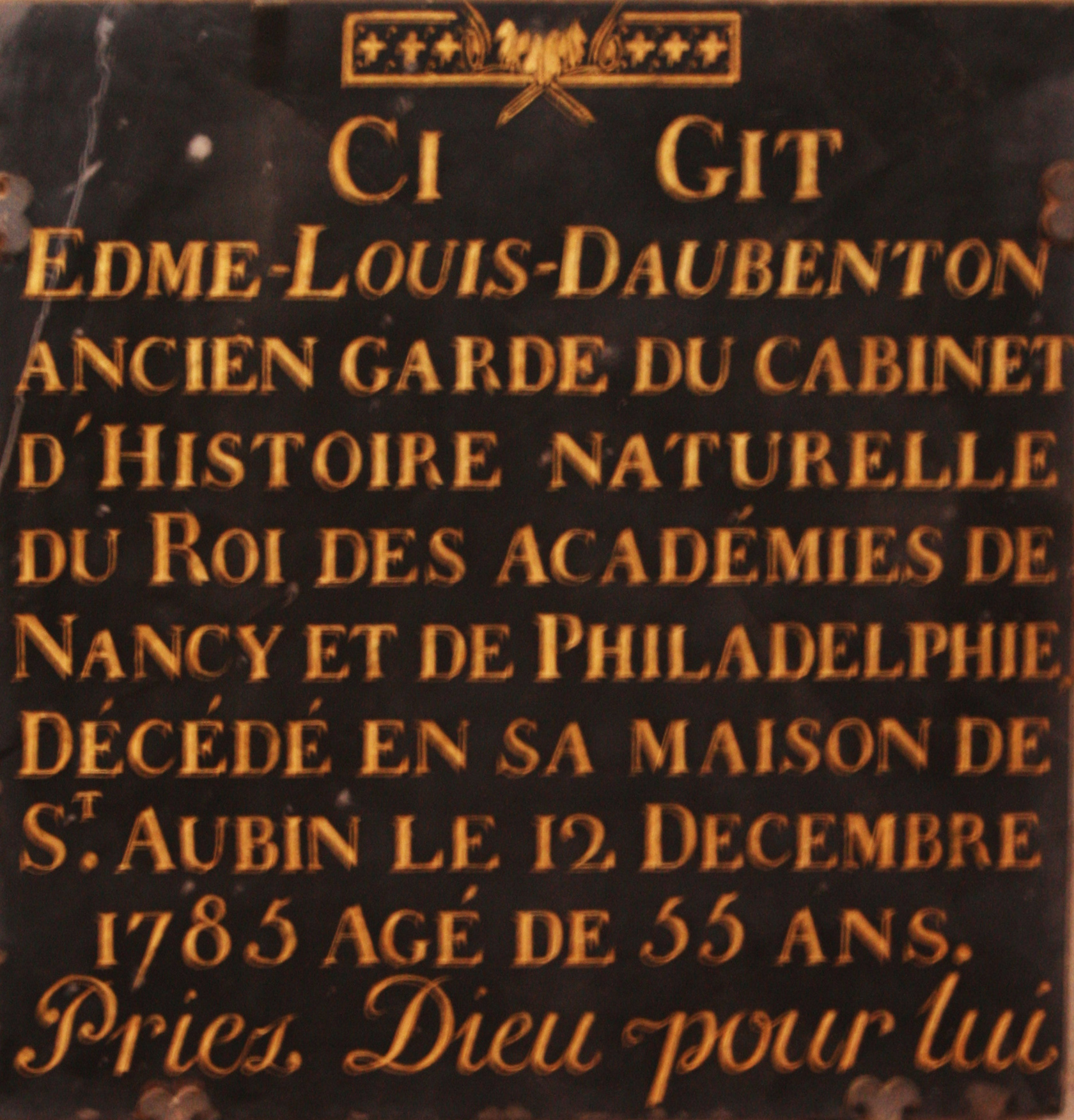
Надпись на могильной плите Эдме Луи Добантона

Эдме Луи Добантон (фр. Edmé-Louis Daubenton; 1730—1785) — французский натуралист. Двоюродный брат Луи Жана-Мари Добантона.
Луи Жан-Мари Добантон в 1765 г. начал выпускать сборники иллюстраций к «Естественной истории птиц» Жоржа Луи Бюффона; под руководством Добантона-старшего вышло к 1767 г. шесть выпусков (по 24 иллюстрации в каждом). Однако затем Бюффон и Добантон разошлись во взглядах на организацию этой работы, поскольку Бюффон желал теснее привязать выпуск иллюстративного материала к изданию своего труда, и Добантон-старший отошёл от работы над этим проектом. С этого времени в работу включился Эдме Луи Добантон, или Добантон-младший. Под его руководством были подготовлены следующие 36 тетрадей, получившие название «Иллюстрированных таблиц» (фр. Planches enluminées) и вышедшие в 1771—1786 гг. Всего в 42 выпусках было 1008 рисунков, по бо́льшей части изображавших птиц (в самых ранних выпусках, выходивших ещё под руководством Добантона-старшего, имеются 35 рисунков, изображающих представителей других животных царств). Над книгой работали более 80 художников, однако гравировку всех таблиц осуществил один автор — Франсуа Никола Мартине.
Надгробие Эдме-Луи Добантона находится в церкви Сен-Пьер в Авоне (Сена и Марна).